# Palau dels Reis de Mallorca
|  | Per a altres significats, vegeu «Palau dels Reis de Mallorca (Sineu)». |

El Palau dels Reis de Mallorca (o Castell Reial de Mallorca, o Castell Major) és un dels monuments més importants de la ciutat de Perpinyà, de la comarca del Rosselló i de la Catalunya Nord.
Està situat a la part alta, que domina la ciutat des del sud. S'hi entra pel carrer dels Arquers. A partir del darrer terç del segle xiii, el vell castell fou del tot remodelat com a residència dels reis de Mallorca, en esdevenir Perpinyà la capital continental de facto del regne de Mallorca.
El conjunt arquitectònic conté les capelles de Santa Maria Magdalena i de la Santa Creu, superposades, al costat de llevant del castell - palau.

## Història
Els comtes de Rosselló tingueren la primera residència a Castell Rosselló, primitiu cap i casal del Rosselló. Entre el 961 i el 974, adquiriren la major part de l'alou de Perpinyà, i possiblement el 991, moment en què esdevé comte Guislabert I (mort el 1013), fixa la residència comtal a Perpinyà. El lloc on es va emplaçar el primitiu Palau Comtal de Perpinyà era al costat nord-oest de l'actual catedral de Sant Joan Baptista, al lloc on hi hagué més tard l'Hospital de Sant Joan i encara més tard la Cité Bartissol. Una carta del 1152 del comte Gausfred III descriu la situació del palau dient que és al costat del cementiri de Sant Joan (el Vell). Aquest palau romangué com a residència dels comtes de Rosselló fins a la construcció de l'actual Palau dels Reis de Mallorca.
Aquest nou edifici marca l'època daurada del Rosselló i sobretot de Perpinyà quan aquesta ciutat esdevingué capital del regne de Mallorca. Fou a partir del 21 d'agost del 1262 quan Jaume I el Conqueridor llegà al seu segon fill Jaume el reialme de Mallorca, que comprenia les illes Balears, el comtat de Cerdanya, el comtat de Rosselló i també la senyoria de Montpeller. Jaume II feu edificar el seu palau el 1276, consolidant així la posició de Perpinyà com a capital del seu reialme, sobre un turó del sud de la vila. Al voltant del palau es van construir jardins i unes capelles la construcció definitiva de les quals s'acabà el 1309 amb llur consagració. És al cor de la ciutadella de Perpinyà i depèn actualment del Consell General del departament dels Pirineus Orientals.
Arran de la mort de Jaume III de Mallorca el 25 d'octubre del 1349, les seues possessions catalanes es van reintegrar a la corona d'Aragó i s'esdevingué la fi del Regne de Mallorca; alhora la corona francesa adquiria la senyoria de Montpeller. En conseqüència, el Palau dels Reis de Mallorca va perdre la seua preponderància i esdevingué una residència secundària que només albergava els sobirans catalanoaragonesos quan venien a Perpinyà.
Després d'alguns períodes d'ocupació francesa repetida al segle xv, les guerres francoespanyoles van fer del palau el centre del dispositiu defensiu de Perpinyà, que es convertí així en una ciutadella. Entre el 1538 i el 1587, els sobirans espanyols Carles V i Felip II feren construir un recinte impressionant emmurallat amb cairons.
En 2016, Perpinyà i Cotlliure volen compartir amb la capital de les Illes Balears un reconeixement com a Patrimoni de la humanitat.

## Arquitectura

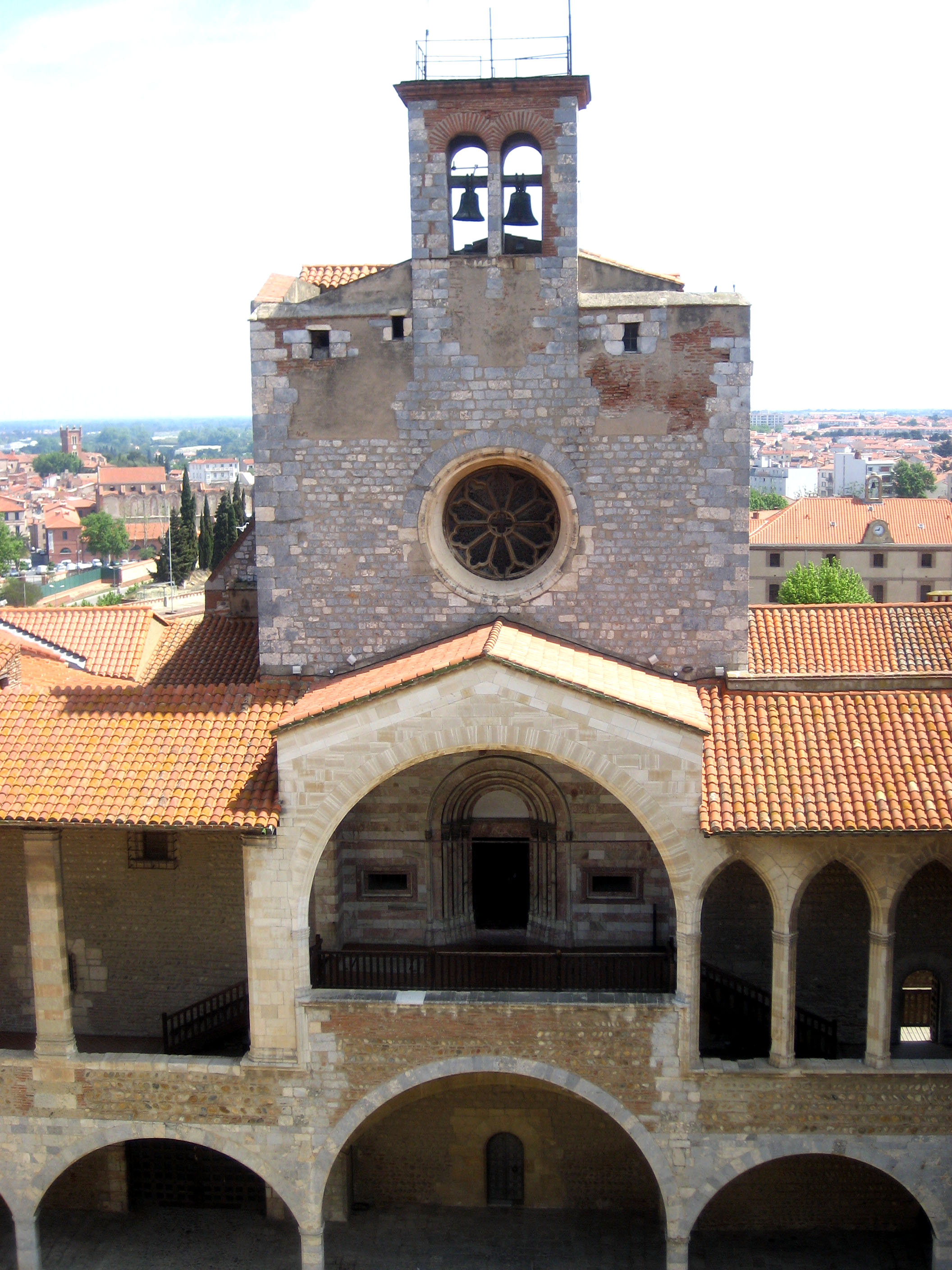
Pati central amb les capelles de la Santa Creu i de Santa Maria Magdalena

El palau és una fortalesa d'estil gòtic. El seu pla s'organitza entorn de tres patis (de gairebé 60 metres de costat). Els primers mestres d'obra són Ramon Pau i sobretot Ponç Descoll, que va ser molt actiu als territoris del Regne de Mallorca.
La sala gran, seu del poder polític, la capella i la residència reial són reunides. El pla del palau s'inspira en gran part en els models mallorquins, el de la capella s'assembla força al de la Sainte-Chapelle de París.
Les parets, construïdes amb còdols i cairons lligats amb morter, eren arrebossades de calç i pintades, i les portes, les finestres, les galeries, les escales, les cadenes d'angle de les parets i les torres principals són de carreus (pedra ocre de les Fonts, blava de Baixàs, gres, marbre roig de Vilafranca de Conflent, blanc i blau de Ceret).

## El Palau després del Tractat dels Pirineus
Després de l'annexió francesa el 1659 arran del Tractat dels Pirineus, l'enginyer francès Sébastien Le Prestre, marquès de Vauban, reforçà el sistema defensiu afegint fortificacions a l'exterior i a l'interior del recinte de Felip II. Després d'un període d'ocupació militar llarg de cinc segles, el palau es va obrir per als visitants després de la Segona Guerra Mundial.
En 1958 el ministeri de Defensa el va vendre al Consell Departamental dels Pirineus Orientals i es va declarar d'utilitat pública. Fou restaurat entre 2007 i 2013, incloent la millora de l'accés per a persones de mobilitat reduïda i la renovació de l'esplanada.